# Florence Rock
Der Florence Rock ist ein 160 m langer Klippenfelsen vor der Südküste von Laurie Island im Archipel der Südlichen Orkneyinseln. Er liegt 1,3 km südwestlich des Kap Anderson. Vor seinem nordöstlichen Ende ragt ein weiterer und kleinerer Klippenfelsen auf.
Teilnehmer der Scottish National Antarctic Expedition (1902–1904) unter der Leitung des Polarforschers William Speirs Bruce kartierten und benannten den Felsen. Der weitere Hintergrund der Namensgebung ist nicht überliefert.